# Proclo, o Onirócrita
Proclo (em latim: Proclus; em grego: Πρόκλος), chamado o Onirócrita (em grego: Ὀνειροκρίτης; em latim: Onirocrĭtes), foi um filósofo bizantino do começo do século VI, nativo da província da Ásia. Segundo João Malalas, Teófanes, o Confessor e a Crônica Pascoal, além de exercer a profissão de filósofo, sabia interpretar sonhos, o que justificaria sua alcunha. É sabido que interpretou sonhos do imperador Anastácio I (r. 491–518) e Amâncio em Constantinopla pouco antes da morte deles. Em obras mais antigas, foi confundido com Proclo de Atenas.